# Эстберг, Густав Фредрик
Густав Фредрик Эстберг (30 мая 1847, Стокгольм — 18 мая 1924) — шведский политик, землевладелец, промышленник, финансист.
Родился в семье крупного судебного чиновника Густава Эстберга. В 1866 году окончил Уппсальский университет и в 1870 году получил там степень бакалавра искусств. С 1873 (после женитьбы) по 1889 год управлял собственным имением, в 1889—1905 годах владел и руководил молочной фабрикой в Стокгольме.
В 1884 году избрался в парламент от Стокгольма и в общей сложности был депутатом с 1885 по 1916 годы (депутатом верхней палаты — с 1897 по 1916 год), в разные периоды времени будучи членом различных его комитетов: временных (разбиравших вопросы, не подпадающие под деятельность ни одного другого комитета) в 1886—1891, 1893—1894 и 1897 годах, специального (разбиравшего вопросы, подпадающие под деятельность каких-либо профильных комитетов, но имеющие высшую политическую важность) в 1895 году, по определению размеров налогов и сборов в 1896 году (был его вице-председателем), банковского в 1898—1901 и 1902—1905 годах, конституционного в 1905—1908 годах, по вопросам избирательного права в 1907 году, по проблемам несовершеннолетних преступников в 1896—1897 годах, по алкогольной политике в 1898—1900 годах, по борьбе с туберкулёзом в 1905 году, по обороне в 1907 году. В 1888 году входил в состав ревизионной парламентской комиссии, в 1894—1895 годах — комиссии по контролю за риксбанком, в 1895—1916 годах — комиссии по контролю над взысканием долгов. В 1895—1896 годах был вице-спикером нижней палаты парламента, в 1904—1916 годах — вторым вице-спикером верхней палаты.
В 1888 году вступил в Новую партию землевладельцев (в 1892—1894 годах входил в состав её руководства), в 1895—1896 годах, после объединения землевладельческих партий, входил в состав руководства новосозданной Партии землевладельцев. В 1897 году вступил в Протекционистскую партию (в 1900—1911 годах входил в состав её руководства); после вхождения этой партии в состав Национальной партии в 1912 году входил в 1912—1913 годах в состав её руководства. В 1904—1905 и 1908—1912 годах был председателем Умеренной коалиционной партии.
С 1873 по 1895 год входил в состав совета лена Стокгольм (в 1891 году был председателем совета), в 1899—1912 годах входил в состав городского совета Стокгольма, с 1888 года был одним из попечителей Анстальтенской тюрьмы (в 1896—1922 годах — председателем попечительского совета), с 1897 года состоял членом Шведской сельскохозяйственной академии, с 1884 года входил в совет директоров сберегательного банка лена Стокгольм (с 1907 года был его вице-президентом), в 1911—1921 годах был президентом Меларенского банка, в 1902—1907 годах возглавлял Шведскую ассоциацию работодателей; в 1892 году вошёл в состав управляющего совета института для слепых, в 1898 году — ветеринарного института, в 1899 году — франкмасонской организации детских приютов. По политическим взглядам был протекционистом, консерватором и активным противником идеи всеобщего избирательного права.